# Myrmecorhynchus
Myrmecorhynchus is een geslacht van mieren uit de onderfamilie van de Formicinae (Schubmieren).

## Soorten
- M. carteri Clark, 1934
- M. emeryi André, 1896
- M. musgravei Clark, 1934
- M. nitidus Clark, 1934
- M. rufithorax Clark, 1934